# Port de Belgrade
 

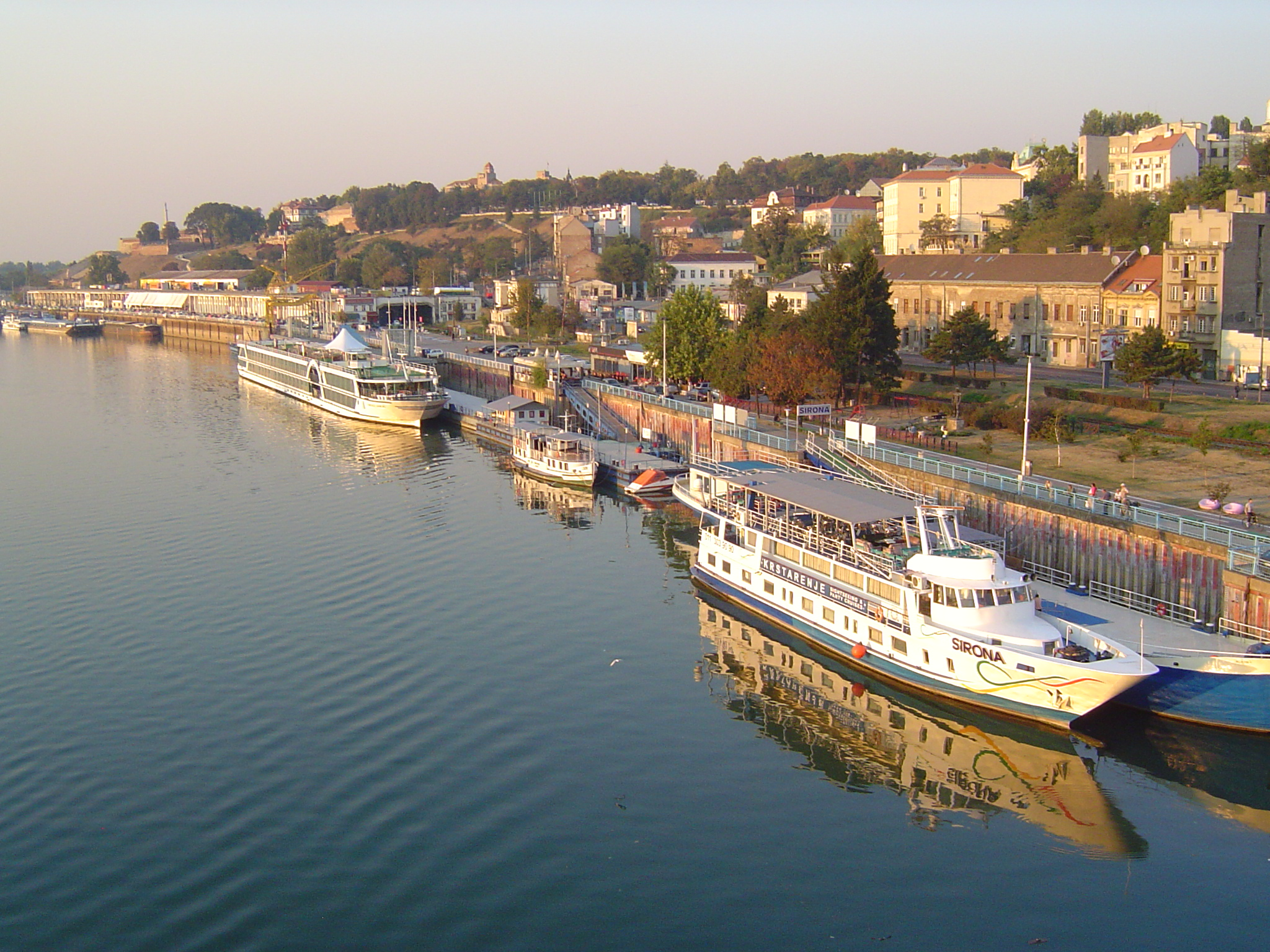
Port de Belgrade, 2009

Le Port de Belgrade (en serbe cyrillique Лука Београд et en serbe translittéré Luka Beograd) est un port de commerce situé sur le Danube, à Belgrade, la capitale de la Serbie. Il fonctionne à cet endroit et sous ce nom depuis 1961.
Le Port de Belgrade est situé en plein centre ville, près du pont de Pančevo ("Pančevački most"). Sa capacité de transfert de 3 millions de tonnes de marchandises par an. Il dispose de 300 000 m² d'entrepôts ainsi que d'une surface de stockage en plein air de 650 000 m².
Un plan prévoit de le déplacer sur l'autre rive du Danube afin de permettre à Belgrade de s'étendre.